# Eunoumeana caprimulgata
Eunoumeana caprimulgata är en fjärilsart som beskrevs av Felder 1874. Eunoumeana caprimulgata ingår i släktet Eunoumeana och familjen mätare. Inga underarter finns listade i Catalogue of Life.